# MilkShape 3D
MilkShape 3D este un program shareware de modelare 3D, creat de către Mete Ciragan. Este folosit de obicei pentru modelarea obiectelor din Half-Life, Blockland, The Sims 2, The Sims 3 și alte jocuri sandbox. Este de asemenea folosit pentru a crea modele pentru o gamă largă de jocuri indie. Capabilitățile programului MilkShape 3D pentru exportarea  modelelor în extensi diferite s-a mărit considerabil, datoria creatorului cât și comunității.  

## Istoric
MilkShape 3D a fost creat de către chUmbaLum soft, o companie mică producătoare de software în Zürich, Elveția. chUmbaLum soft produce unelte 3D pentru jocuri și alte aplicații. MilkShape3D a fost creat original ca program de modelare 3D pentru engine-ul GoldSrc. Programul a fost îmbunătățit de-a lungul timpului și i-au fost adăugate multe alte proprietăți. Deși nu este la fel de complex ca și alte programe populare de modelare 3D, rămâne folosit datorită faptului că este simplu și ieftin. 

## Caracteristici
MilkShape 3D dispune de toate operațiile de bază precum selectarea, mișcarea, rotarea, etc. Milkshape 3D permite de asemenea editarea low-level folosind vertex-urile. MilkShape 3D poate exporta modelele în peste 70 de extensii. 
MilkShape 3D suportă toate extensiile engine-urilor majore precum Source, Unreal, Lithtech, etc.

## Controverse
Versiunile vechi ale MilkShape 3D (precedentele versiunii 1.8.1 beta1, din mai 2007) conțineau cod ce făcea ca programul să se închidă în cazul în care acesta detecta anumite alte programe ce rulau pe computer, precum Registry Monitor. Versiunile mai vechi de 1.6.5 (Aprilie 2003) obligau anumite programe să se închidă automat și să fie prevenită deschiderea lor în cazul în care MilkShape 3D rula. Acesta problemă a fost rezolvată imediat după ce a fost raportată. Aparent, programul se comporta în acest mod pentru a prevenii utilizatorii în a edita regiștrii sistemului Windows și a pirata MilkShape 3D fără a plăti pentru el.  